# Эшли-Купер, Адам
А́дам Э́шли-Ку́пер (англ. Adam Ashley-Cooper, родился 27 марта 1984 в Сиднее) — австралийский регбист, выступающий за австралийский клуб «Уаратаз» и сборную Австралии на позиции трёхчетверного. Чемпион Супер Регби 2014. Дважды призёр чемпионатов мира.

## Карьера
Эшли-Купер происходит из знатного английского рода графов Шефтсбери. Он начал заниматься регби в пятнадцатилетнем возрасте в родном Новом Южном Уэльсе.
В 2004 году Адам подписал молодёжный контракт с командой Супер-12 «Брамбиз». Однако большую часть времени он провёл не в составе клуба, а в составе сборной Австралии по регби-7. В этом году «Брамбиз» выиграли главный титул, однако Эшли-Купер не сыграл за них ни одного матча.
В 2005 году Эшли-Купер дебютировал в составе «Брамбиз», а также был вызван в состав национальной сборной, где дебютировал матчем с ЮАР в рамках Кубка трёх наций.
На чемпионате мира 2007 года Адам играл в трёх матчах группового этапа и в четвертьфинале с англичанами. В матчах с японцами и фиджийцами он занёс по одной попытке.
Более успешным для Эшли-Купера стал чемпионат мира в Новой Зеландии. Вместе с партнёрами по команде он стал бронзовым призёром, а также вошёл в число пяти лучших по попыткам. В первом матче группового этапа с Италией он занёс одну попытку, также однажды отличился в игре с Россией, а в матче с США сделал хет-трик. В матчах плей-офф очков не набирал.
После чемпионата мира перешёл в сиднейский клуб «Уаратаз», в составе которого выиграл Супер Регби сезона 2014 года. При этом в финале с «Крусейдерс» он занёс обе попытки своей команды, чем поспособствовал достижению минимальной победы 33-32.
На чемпионате мира 2015 года Эшли-Купер не отличался на групповом этапе, зато занёс попытку в четвертьфинале с Шотландией, а в полуфинальной игре с Аргентиной стал героем матча, сделав хет-трик.
После чемпионата мира Адам Эшли-Купер подписал двухлетний контракт с французским клубом «Бордо-Бегль», где играл два года, а затем продолжил карьеру в «Кобелко Стилерз» из Японской Топ Лиги.